# Campeonato de España de Ciclismo Contrarreloj 2008
La XV edición del Campeonato de España de Ciclismo Contrarreloj se disputó el 25 de junio de 2008 entre Talavera de la Reina, (Castilla-La Mancha), por un circuito que constaba de 27,7 km de recorrido.
El ciclista del equipo Caisse d'Épargne Luis León Sánchez consiguió su primer título de campeón de España en categoría profesional. Le acompañaron en el podio Rubén Plaza (segundo) y José Iván Gutiérrez (tercero), que era el defensor del título del año anterior y ganador 4 veces de la prueba.

## Clasificación final
| \| Clasificación general \| Clasificación general \| Clasificación general \| Clasificación general \| Clasificación general \| \| Ciclista \| Ciclista \| Equipo \| Tiempo \| \| \| --------------------- \| ------------------------ \| ----------------------- \| --------------------- \| --------------------- \| \| 1.º \| Luis León Sánchez \| Caisse d'Épargne \| 32 min 59 s \| \| \| 2.º \| Rubén Plaza \| S.L. Benfica \| + 16 s \| \| \| 3.º \| Iván Gutiérrez \| Caisse d'Épargne \| + 56 s \| \| \| 4.º \| Jesús del Nero \| Saunier Duval-Scott \| + 1 min 02 s \| \| \| 5.º \| Eloy Teruel \| Contentpolis-Murcia \| + 1 min 07 s \| \| \| 6.º \| Paco Mancebo \| Fercase-Rota dos Móveis \| + 1 min 16 s \| \| \| 7.º \| Rafael Serrano Fernández \| \| + 1 min 24 s \| \| \| 8.º \| Carlos Barredo \| Quick Step \| + 1 min 32 s \| \| \| 9.º \| Markel Irizar \| Euskaltel-Euskadi \| + 1 min 32 s \| \| \| 10.º \| Juanjo Cobo \| Saunier Duval-Scott \| + 1 min 42 s \| \| |                          |                         |              |
| |                          |                         |              |
| |                          |                         |              |
| Clasificación general |                          |                         |              |
| Ciclista | Ciclista                 | Equipo                  | Tiempo       |
| 1.º | Luis León Sánchez        | Caisse d'Épargne        | 32 min 59 s  |
| 2.º | Rubén Plaza              | S.L. Benfica            | + 16 s       |
| 3.º | Iván Gutiérrez           | Caisse d'Épargne        | + 56 s       |
| 4.º | Jesús del Nero           | Saunier Duval-Scott     | + 1 min 02 s |
| 5.º | Eloy Teruel              | Contentpolis-Murcia     | + 1 min 07 s |
| 6.º | Paco Mancebo             | Fercase-Rota dos Móveis | + 1 min 16 s |
| 7.º | Rafael Serrano Fernández |                         | + 1 min 24 s |
| 8.º | Carlos Barredo           | Quick Step              | + 1 min 32 s |
| 9.º | Markel Irizar            | Euskaltel-Euskadi       | + 1 min 32 s |
| 10.º | Juanjo Cobo              | Saunier Duval-Scott     | + 1 min 42 s |